# Tréal
Tréal är en kommun i departementet Morbihan i regionen Bretagne i nordvästra Frankrike. Kommunen ligger i kantonen La Gacilly som tillhör arrondissementet Vannes. År 2022 hade Tréal 679 invånare.

## Befolkningsutveckling
Antalet invånare i kommunen Tréal
| Referens: INSEE |